# Orval (Cher)
Orval é uma comuna francesa na região administrativa do Centro, no departamento de Cher. Estende-se por uma área de 7,65 km². Em 2010 a comuna tinha 1 850 habitantes (densidade: 241,8 hab./km²).